# París-Roubaix 1999

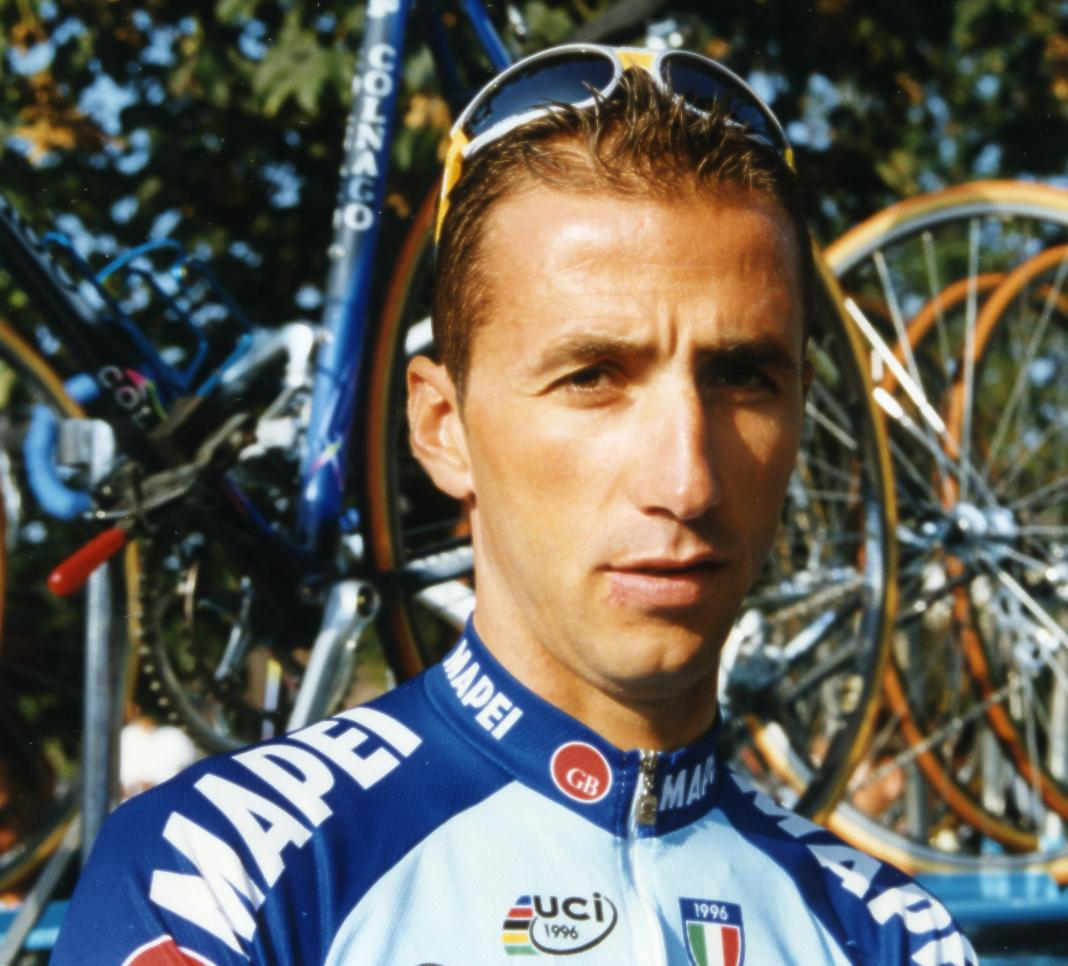
Andrea Tafi, guanyador de la competició.

La París-Roubaix 1999 fou la 97a edició de la París-Roubaix. La cursa es disputà l'11 d'abril de 1999 i fou guanyada per l'italià Andrea Tafi, que s'imposà en solitari en la meta de Roubaix. Els seus companys d'equip Wilfried Peeters i Tom Steels foren segon i tercer respectivament, arribant a més de 2 minuts.

## Classificació final
|    | Ciclista                  | Equip                 | Temps      |
| -- | ------------------------- | --------------------- | ---------- |
| 1  | Andrea Tafi (ITA)         | Mapei-Quick Step      | 6h 45' 00" |
| 2  | Wilfried Peeters (BEL)    | Mapei-Quick Step      | + 2' 14"   |
| 3  | Tom Steels (BEL)          | Mapei-Quick Step      | + 2' 26"   |
| 4  | George Hincapie (USA)     | US Postal             | m. t.      |
| 5  | Jo Planckaert (BEL)       | Lotto-Mobistar        | m. t.      |
| 6  | Léon van Bon (NED)        | Rabobank ProTeam      | m. t.      |
| 7  | Frank Vandenbroucke (BEL) | Cofidis               | m. t.      |
| 8  | Andrei Txmil (BEL)        | Lotto-Mobistar        | + 2' 40"   |
| 9  | Johan Museeuw (BEL)       | Mapei-Quick Step      | m. t.      |
| 10 | Lars Michaelsen (NED)     | La Française des Jeux | + 2' 53"   |